# James Joseph Quinn
James Joseph Quinn (Chicago, 30 april 1936) is een Amerikaans componist, muziekpedagoog, pianist, schrijver en librettist. Voor bepaalde werken gebruikte hij de naam/het pseudoniem: J. Mark Quinn

## Levensloop
Quinn begon al op 14-jarige leeftijd voor zijn High School Band te componeren. Hij studeerde onder anderen bij Leon Stein aan de DePaul-universiteit in Chicago, waar hij in 1958 zijn Bachelor of Music en in 1963 zijn Master of Music behaalde. Vervolgens studeerde hij aan de Northwestern-universiteit te Evanston (Illinois) en promoveerde aldaar tot Ph.D. in 1971.
Sinds 1965 was hij docent en later professor aan het City College of Chicago. Vanaf 1968 was hij hoofd van de afdeling kunsten en menswetenschappen.
Als componist schreef hij werken voor orkest, harmonieorkest, koor, jazz-ensembles en kamermuziek, maar ook voor het muziektheater (opera's, balletten en musicals). Zijn musical Do Black Patent Leather Shoes Really Reflect Up? werd uitgevoerd in het Forum Theatre, Chicago, het Birmingham Theatre in Detroit, het Walnut Theatre in Philadelphia en in het Alvin Theater in New York. In aanvulling op vele uitvoeringen in Chicago, Detroit en Philadelphia waar het uitvoeringsrecords behaalde, wordt het, 30 jaar na zijn première, nog altijd uitgevoerd. Zijn werk Revolt: Red-1 werd tijdens der herdenkingsfeestelijkheden voor de 35 jaar en 50 jaar geleden plaatsgevonden Hongaarse Opstand door de Hongaarse Nationale Omroep uitgezonden. Hij is lid van de American Society of Composers, Authors and Publishers (ASCAP).

## Composities

### Werken voor orkest

#### Symfonieën
- Symfonie nr. 1
  1. Allegro
  2. Blues
  3. Dance
- Symfonie nr. 2

#### Concerten voor instrumenten en orkest
- Concert, voor piano en orkest
- Echo Song, voor piano en orkest
- Journey, voor dwarsfluit, klarinet en orkest
- In Memorium: 263, voor cello en orkest
- Rhapsody (on a Theme for "St. X"), voor piano en orkest
- Takeoff!, voor trompet en orkest

#### Andere werken voor orkest
- Arctic Jungle
- Fuzz Piece
- In Memorium: 263
- Jay's Ladder
- Lament, voor orkest
- Night Story
- Reflections All in a Row
  1. Voices Past
  2. Distant Dance
  3. A Silhouette Darkly
  4. Tango Late Orleans
- Revolt: Red-1
- SemiBitterSuite
  1. NonBolero
  2. PavanneAnon
  3. BangoTango
- The Bronze Pear
- The Kerouac Suite
  1. Slow Curve for Jack K.
  2. Straitaway
  3. On the Road
  4. Mystic Route nr. 1
  5. Nuevo Larado
- Variants, voor kamerorkest
- Winter then Spring
- Xmas Child

### Werken voor harmonieorkest
- 1956 Revolt in Red
- 1958 Portrait of the Land (ABA Ostwald Award Winner in 1958)
- 1959 Chorale of the Winds
- 1959 Testament of Battle
- 1960 Symphonic Variants
- 1961 Soliloquy for a Noble One
- 1973 Varsomna I
- Credo
- Hymn in Black
- Other Windows
- SemiBitterSuite
- Sketches from an Altitude
- Variations on a Theme by Alex North
- Windblown

### Missen en gewijde muziek
- Latin Mass in acht delen

### Muziektheater

#### Opera's
| Voltooid in | titel                                                   | aktes       | première | libretto         |
| ----------- | ------------------------------------------------------- | ----------- | -------- | ---------------- |
|             | Requiem for a Slave (Emmy Award en Blue Ribbon citatie) |             |          | van de componist |
|             | Jennifers Crossing                                      | 2 bedrijven |          | van de componist |

#### Balletten
| Voltooid in | titel                                                   | aktes | première | libretto         | choreografie     |
| ----------- | ------------------------------------------------------- | ----- | -------- | ---------------- | ---------------- |
|             | Requiem for a Slave (Emmy Award en Blue Ribbon citatie) |       |          |                  | van de componist |
|             | A Clash of Kings (ballet voor de televisie)             |       |          |                  |                  |
|             | Tale of a Square dance (ballet voor de televisie)       |       |          |                  |                  |
|             | Street Dancer                                           |       |          |                  |                  |
|             | Ritual - D (jazz-ballet voor de televisie)              |       |          | van de componist |                  |

#### Musicals
| Voltooid in | Titel                                            | Uitvoeringen | Première         | Libretto | Verdere liedteksten | Choreografie |
| ----------- | ------------------------------------------------ | ------------ | ---------------- | -------- | ------------------- | ------------ |
|             | Do Black Patent Leather Shoes Really Reflect Up? |              | van de componist |          |                     |              |
|             | Double-Trouble (Jeugdmusical)                    |              | van de componist |          |                     |              |
|             | Bodyparts (a cabaret musical)                    |              | van de componist |          |                     |              |
|             | 3 Divas on some off-nights                       |              | van de componist |          |                     |              |

### Werken voor koor
- cummings & goings, voor gemengd koor en piano
  1. "a wind has blown"
  2. "in Spring comes"
  3. "maggie and millie and mollie and may"
  4. "in Just - spring"
  5. "in time of daffodils"

### Vocale muziek
- Christmas! Christmas, voor sopraan en instrumentaal kwartet
- Deity, voor sopraan, altfluit en geprepareerd geluidsband
- Shoes - A Symphonic Song Set, voor zangstem en orkest
- The Woman at the Washington Zoo, voor sopraan, dwarsfluit en strijkers

### Kamermuziek
- 3 Musaics, voor 15 instrumenten
- Christmas Child, voor dwarsfluit, hobo, gitaar en vibrafoon
- Fantasy Song, voor dwarsfluit en gitaar
- Music, voor strijkkwartet
- Music, voor koperblaastrio
- No More, voor kleine jazzgroep
- Point of Departure, voor kleine jazzgroep
- Romantica, voor dwarsfluit, hobo en gitaar
- Simple Song, voor dwarsfluit en gitaar
- Tale of the Windy Woods, voor blaaskwintet
- The Coldest Thing, voor kleine jazzgroep met zanger(es)
- Toccata, voor blaaskwintet
- Until the Dawn, voor kleine jazzgroep met zanger(es)

### Filmmuziek
- Theme Music (voor Ionesco's "The Lesson")
- Theme Music (voor Dwight Stewart's "The Dance")
- Theme Music voor de tv series "Humanities Through the Arts"